# Els Borgia
Els Borgia (títol original en castellà, Los Borgia) és una pel·lícula dirigida en 2006 pel director espanyol Antonio Hernández. Va ser pensada com llargmetratge de cinema i també, en una versió més llarga, com a sèrie per a televisió. Antena 3 va col·laborar en la producció d'aquesta pel·lícula, que va ser rodada a cavall entre Espanya i Itàlia. Es va rodar a Navarra, Gandia i València, així com a Roma i els seus voltants.

## Sinopsi
Després de la mort del papa Innocenci VIII, el cardenal espanyol Roderic Borgia (Lluís Homar) és escollit Papa al conclave de 1492, on adopta el nom d'Alexandre VI. Des del primer moment, el nou Papa aplica la política del nepotisme, al seu primogènit Joan (Sergio Muñiz), el casa amb María Enríquez y de Luna per a guanyar-se el favor dels Reis Catòlics i el nomena comandant en cap dels exèrcits pontificis, a César (Sergio Peris Mencheta) el nomena cardenal de València, per a disgust d'aquest, a Jofré (Eloy Azorín) el casa amb Sança d'Aragó per guanyar-se el suport de la ciutat de Nàpols i a la seva filla petita, Lucrècia (María Valverde), la casa amb Joan Sforza, bastard dels Sforza.
Però els conflictes no triguen a sorgir, a causa dels nombrosos problemes que ocasionen les matances dels Borgia ocasionen, i a la poca popularitat d'aquests entre les famílies romanes, els quals comencen a difondre rumors sobre relacions incestuoses que el Papa i César mantenen amb Lucrècia. La separació de Lucrècia amb Sforza no fa sinó augmentar els seus conflictes, això desencadena la misteriosa mort de Joan, la qual cosa afecta molt al Papa i tothom comença a sospitar de César, com a instigador de l'assassinat. Després de la mort de Joan, Cèsar finalment aconsegueix el que portava temps anhelant, que el seu pare li despulli del cardenalat i el nomeni comandant dels exèrcits pontificis. César inicia una campanya de conquestes per tot Itàlia per a conquistar els dispersos regnes italians en nom de l'Església i el Papa. Lucrècia per la seva part es casa amb Alfons d'Aragó i Gazela, príncep de Salern després del seu retir en un convent.
César inicia les seves campanyes a Itàlia conquistant els dividits regnes en nom del Papa, finalment arriba a la ciutat de Forli, que és defensada per Caterina Sforza (Paz Vega), després de prendre la ciutat, Cèsar captura Caterina i la converteix en la seva amant per força. El Papa per part seva, ordena assassinar Alfons d'Aragó, malgrat les súpliques de la seva filla. La conquesta de Forli més l'amistat de César amb el rei de França, fan que Cèsar adquireixi els títols de duc de Valence i de la Romanya.
Durant un banquet celebrat a la casa d'un cardenal, el Papa comença a sentir forts dolors estomacals, i Cèsar igual que ell, cauen greument malalts. Cèsar aconsegueix reposar-se però Rodrigo Borgia queda molt deteriorat, i aviat mor. Després dels conclaves i la primerenca mort del seu successor, Pius III, és triat Papa el cardenal Giuliano della Rovere, que era enemic declarat dels Borgia i ascendeix al papat amb el nom de Juli II. Li encarrega a Cèsar que es trobi amb l'exèrcit espanyol per a combatre els francesos, però els espanyols arresten a Cèsar acusant-lo d'assassinar al seu germà major. César és tancat a la presó de Medina del Campo però aconsegueix escapar i fuig cap a Navarra; la seva germana Lucrècia, ja casada amb el duc de Ferrara tracta d'ajudar-lo però no pot, finalment César mor durant una escaramussa amb soldats espanyols.

## Repartiment
- Sergio Peris-Mencheta és Cèsar Borja, Duc de Valentino i Duc de Romagna.
- Lluís Homar és Roderic Borgia, Papa Alexandre VI.
- María Valverde és Lucrècia Borja.
- Paz Vega és Caterina Sforza.
- Ángela Molina és Vannozza Cattanei (mare de César, Joan, Lucrecia i Jofré).
- Sergio Muñiz és Joan Borja, Duc de Gandia.
- Eloy Azorín és Jofré de Borja, Príncep de Squillace.
- Roberto Álvarez és Johann Burkard (secretari d'Alexandre VI).
- Linda Batista és Sança d'Aragó (esposa de Jofré, amant de Juan i César).
- Antonio Dechent és Micheletto Corella (amic i mà dreta de César).
- Katy Saunders és Giulia Farnese (amant de Rodrigo).
- Roberto Enríquez és Paolo Orsini.
- Eusebio Poncela és Cardenal Giuliano della Rovere Papa Juli II.
- Antonio Valero és Cardenal Ascanio Sforza.
- Diego Martín és Perotto (criat de Roderic, amant de Lucrecia, pare del nen Roderic).
- Antonio Hernández és cardenal Giovanni Battista Orsini.
- Giorgio Marchesi és Alfons d'Aragó i Gazela, príncep de Salern.
- Enrique Villén és Savonarola.
- Fabio Grassi és Cardenal Raffaele Riario.
- Lucía Jiménez és María Enríquez y de Luna.
- Marco Bocci és Pietro Bembo.
- Miguel Ángel Muñoz és Ramón.
- Esther Ortega és Isabella.
- Javier Tolosa és Gonzalo Fernández de Córdoba.
- Benedetta Valanzano és Pentesilea.
- Massimo Vanni és Soldat.
- Federico Torre és Macellaio.

## Premis
Goyas 2006
| Categoria                    | Persona                                       | Resultat   |
| ---------------------------- | --------------------------------------------- | ---------- |
| Millor muntatge              | Iván Aledo                                    | Candidat   |
| Millor direcció artística    | Bárbara Pérez Solero María Stilde Ambruzzi    | Candidates |
| Millor direcció de producció | Eduardo Santana Ricardo García Gido Simonetti | Candidats  |
| Millor disseny de vestuari   | Luciano Capocci                               | Candidat   |